# Hennigsdorfer Generalanzeiger

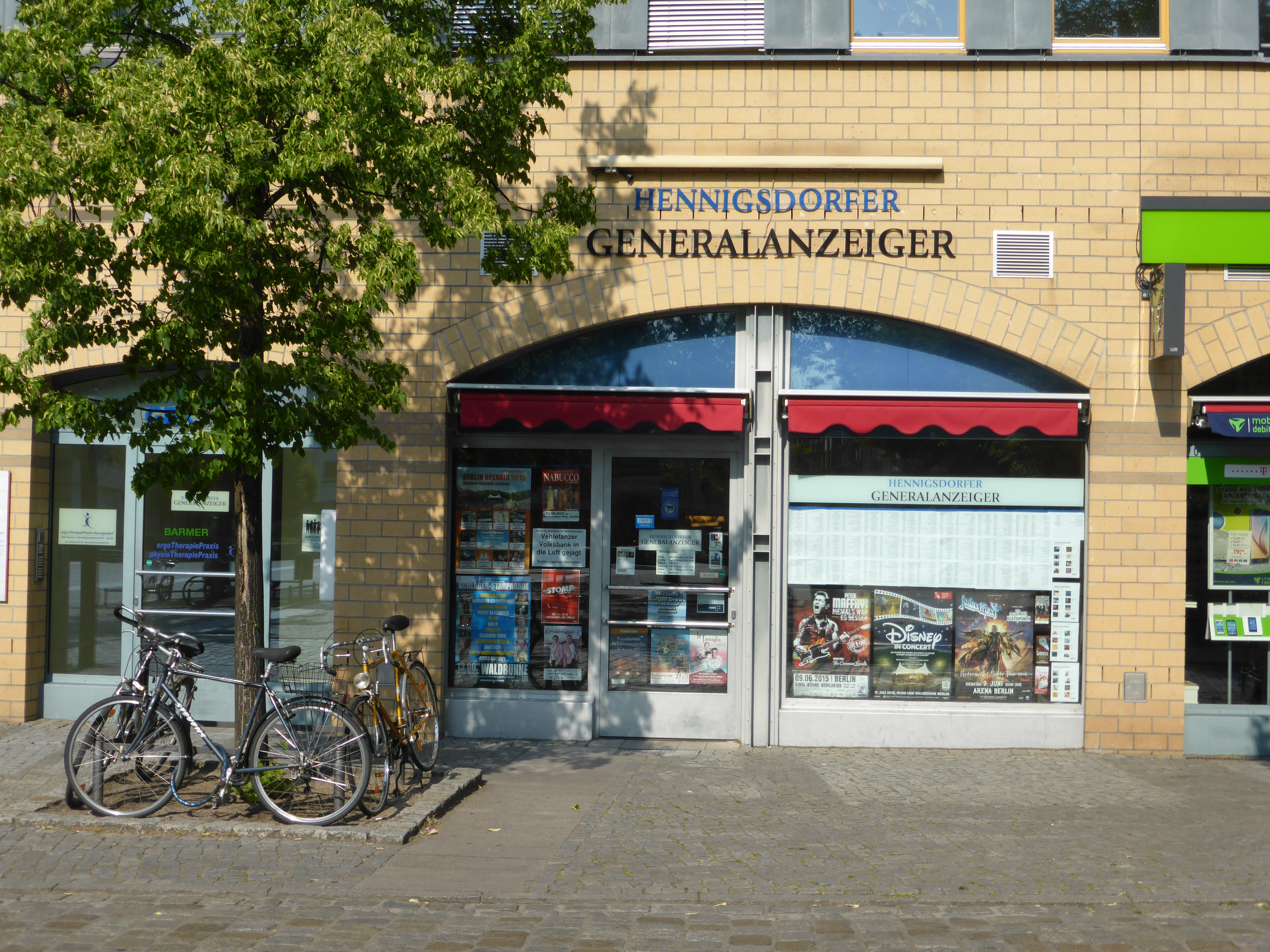
Die ehemalige Geschäftsstelle des Hennigsdorfer Generalanzeigers am Bahnhof Hennigsdorf

Der Hennigsdorfer Generalanzeiger (kurz: HGA) ist eine Lokalausgabe des Oranienburger Generalanzeigers und erscheint montags bis sonnabends in Hennigsdorf und Velten im Landkreis Oberhavel.

## Schwesterzeitungen
Der HGA erscheint im Verbund mit dem Oranienburger Generalanzeiger, der Gransee-Zeitung und dem Ruppiner Anzeiger im Märkischen Zeitungsverlag. Alle vier Titel erreichen eine verkaufte Gesamtauflage von 10.817 Exemplaren. Gedruckt werden die Lokalzeitungen im Druckhaus Oberhavel in Oranienburg im Rheinischen Format.

## Geschichte
Der Hennigsdorfer Generalanzeiger ist 2007 als eine Lokalausgabe des Oranienburger Generalanzeigers gegründet worden. Ziel der Neugründung war ein stärkerer Fokus auf das Berlin nahe Ballungsgebiet Hennigsdorf/Velten.
Oranienburger Generalanzeiger, Hennigsdorfer Generalanzeiger, Gransee Zeitung und Ruppiner Anzeiger erscheinen im Märkischen Zeitungsverlag, der seit 1. Januar 2011 zum Märkischen Verlags- und Druckhaus (MVD) in Frankfurt (Oder) gehört. Der MVD gibt unter anderem auch die Märkische Oderzeitung heraus, die den überregionalen Teil des HGA gestaltet.
Zuvor gehörte die Zeitung der Westfälischen Anzeiger Verlagsgesellschaft mbH und Co. KG und damit zur Verlagsgruppe von Dirk Ippen.
Die Gesellschafter des MVD waren bis 2012 je zur Hälfte die Neue Pressegesellschaft mbh & Co. KG (Verlag der Südwest-Presse) und die Stuttgarter Zeitung Verlagsgesellschaft mbH & Co. KG (Verlag der Stuttgarter Zeitung und der Stuttgarter Nachrichten). Ende 2012 übernahm die Neue Pressegesellschaft alle Anteile.

## Chefredakteure
- Michael Hielscher (2007–2010)
- Frank Mangelsdorf (seit 2011)

## Auszeichnungen
- 2011: Deutscher Lokaljournalistenpreis der Konrad-Adenauer-Stiftung in der Kategorie Zeitgeschichte für die Serie 20 Jahre Wiedervereinigung